# Nina Hard

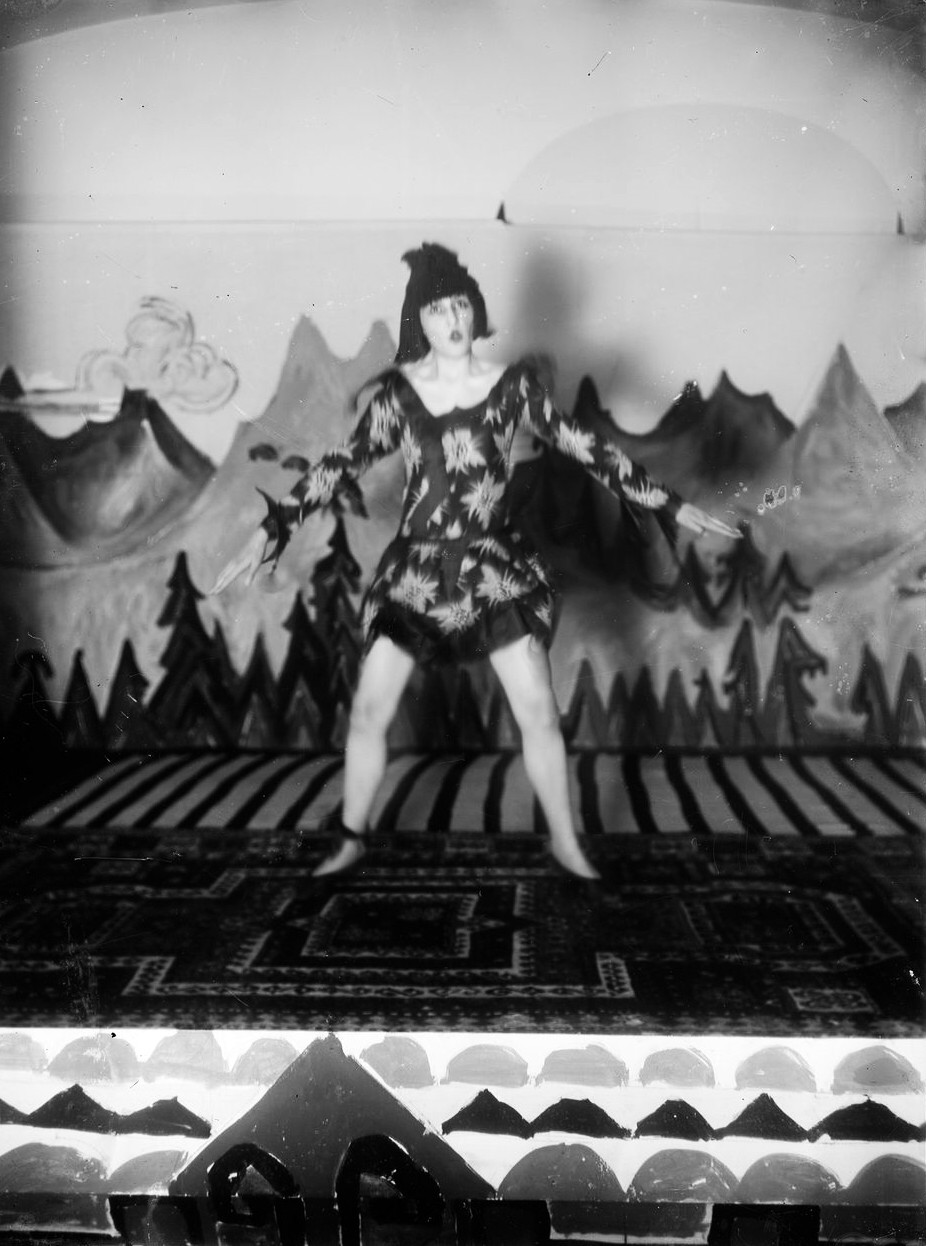
Nina Hard dansar i kurorten Clavadel i Zürich, med scenografi av Ernst Ludwig Kirchner, som även fotograferat, 1921.

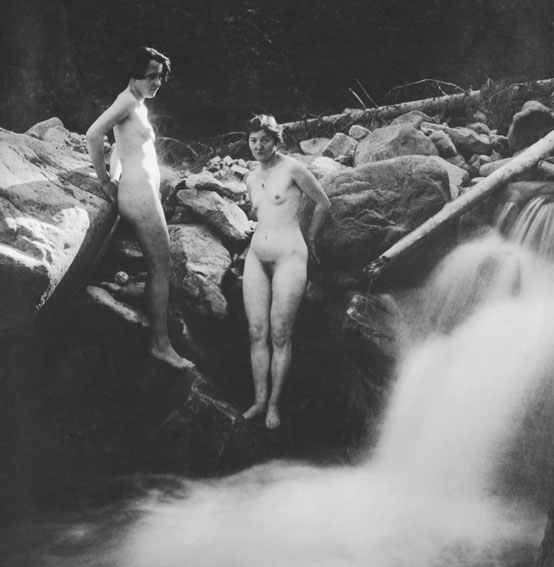
Nina Hard och Erna Schilling badar i Suzibachtobel (Davos). Foto Ernst Ludwig Kirchner, 1921.

Nina Hard, född Anna Mathilde Engelhardt den 13 december 1899 i Rio Grande do Sul, Brasilien, död efter 1970 i Rom. var en tysk-brasiliansk konstnär och en nyskapande dansare inom det tidiga 1900-talets expressionistiska dans.

## Biografi
Nina Hard flyttade som ung med sina föräldrar Karl Heinrich Hans Engelhardt och Nanina Mathilde Engelhardt från Brasilien till Tyskland. På båtresan kom hon i kontakt med fartygsorkestern och bestämde sig för att bli cellist. Hon flyttade till Berlin för att studera musik, men upptäckte i stället dans, och blev snabbt en välkänd dansare i Berlin, München och Zürich, populär både hos publiken, i massmedia och bland kritiker.  
Hon var gift två gånger, först med den tyske skådespelaren Robert Forster-Larrinaga (1880 - 1932), andra gången med Magnus Henning (1904 - 1995), tysk kompositör, författare och regissör, mest känd för sitt samarbete med den tyska skådespelerskan Erika Mann. Nina Hard var senare partner till Domina Zervoudachi.
Under sent 30-tal flyttade Nina Hard och hennes familj till Ehrwald i Tyrolen. I Schweiz lärde hon, tillsammans med dansarna Gret Palucca och Mary Wigman känna Ernst Ludwig Kirchner, som kommit dit tillsammans med sin livskamrat, dansaren Erna Schilling. 
År 1939 återvände Nina Hard till Brasilien med sina två barn. År 1947 flyttade hon till Kalifornien men återvände 1952 till Tyskland.